# Whokill
Whokill (zapis stylizowany: w h o k i l l) – druga płyta amerykańskiego zespołu Tune-Yards, wydana 19 kwietnia 2011 roku. Otrzymała pozytywne recenzje krytyków (86 punktów na 100 na stronie Metacritic). Znalazła się na szczycie podsumowania Village Voice Pazz & Jop i na 7. miejscu listy Pitchforka.

## Lista utworów
1. «My Country» — 3:40
2. «Es-So» — 3:29
3. «Gangsta» — 3:58
4. «Powa» — 5:03
5. «Riotriot» — 4:13
6. «Bizness» — 4:23
7. «Doorstep» — 4:16
8. «You Yes You» — 3:33
9. «Wooly Wolly Gong» — 6:06
10. «Killa» — 3:12